# Alliopsis fruticosa
Alliopsis fruticosa este o specie de muște din genul Alliopsis, familia Anthomyiidae, descrisă de Fan în anul 1983. Conform Catalogue of Life specia Alliopsis fruticosa nu are subspecii cunoscute.